# Humbaba

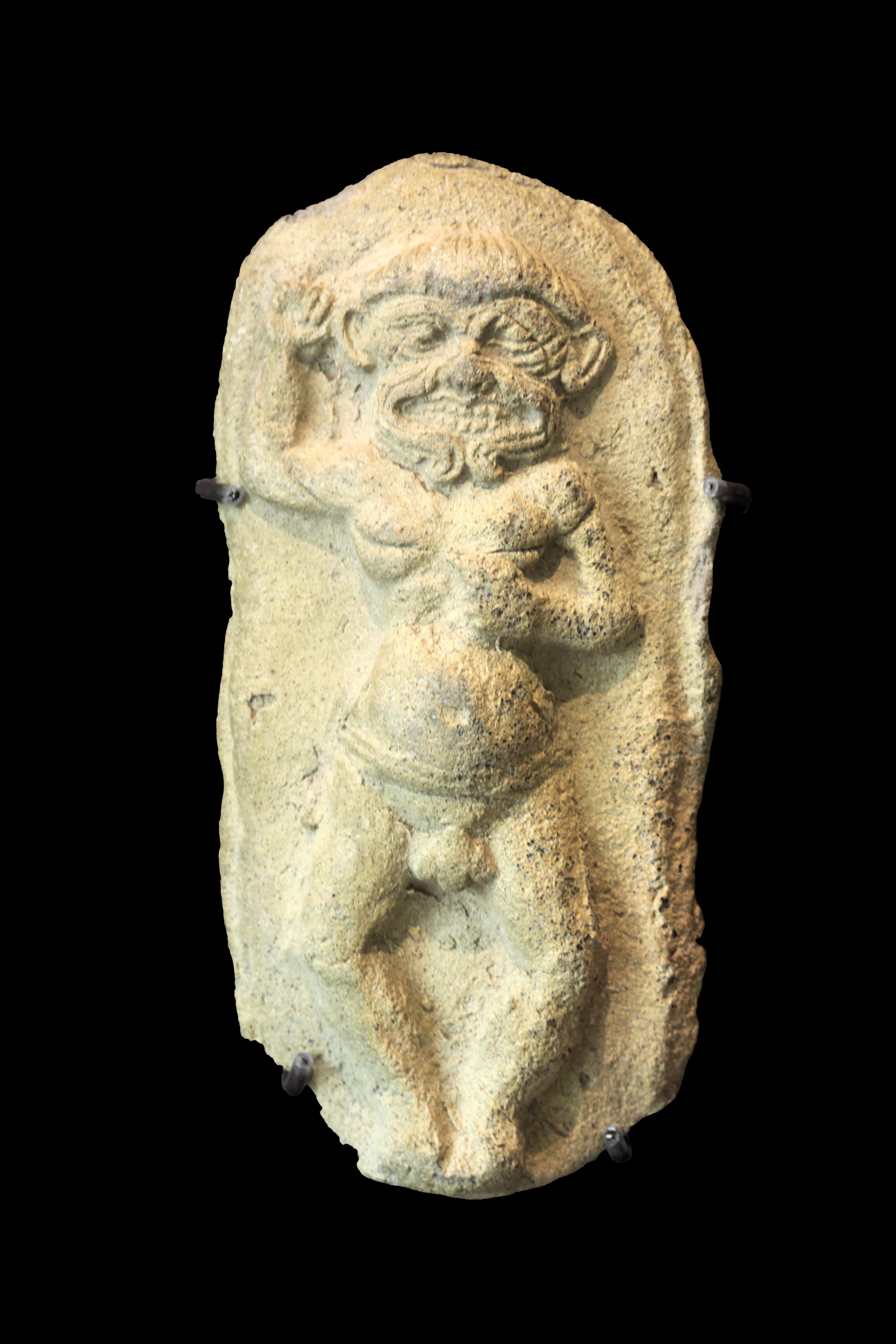

Humbaba var i mesopotamisk mytologi väktaren av den enorma cederskog som är målet för Gilgameshs och Enkidus första äventyr.
Humbaba framställs som en ond och vred jätte men ursprungligen var han förmodligen en syrisk naturgud.